# Тънък змиегущер
Тънките змиегущери (Ophisaurus attenuatus) са вид влечуги от семейство Слепоци (Anguidae).
Разпространени са в югоизточната част на Съединените американски щати.
Таксонът е описан за пръв път от американския естественик Спенсър Фулъртън Бърд през 1880 година.

## Подвидове
- Ophisaurus attenuatus attenuatus
- Ophisaurus attenuatus longicaudus